# Cerenbaataryn Cogtbajar
Cerenbaataryn Cogtbajar (mong. Цэрэнбаатарын Цогтбаяр' ur. 31 października 1970 w Czandman´) – mongolski zapaśnik w stylu wolnym. Dwukrotny olimpijczyk. Dziesiąty w Barcelonie 1992 i szesnasty w Atlancie 1996. Startował w kategorii 57 kg.
Pięciokrotny uczestnik mistrzostw świata, brązowy medalista w 1993. Złoty medalista igrzysk azjatyckich w 1994. Najlepszy na mistrzostwach Azji w 1993, drugi w 1996 roku.
Jego dwóch braci również wystąpiło w turniejach olimpijskich w zapasach. Cerenbaataryn Enchbajar – na igrzyskach w Seulu 1988 i Barcelonie 1992, a Cerenbaataryn Chosbajar również w Barcelonie 1992.